# ریچارد وایت
ریچارد وایت (به انگلیسی: Richard White) (زاده ۴ اوت ۱۹۵۳) بازیگر آمریکایی است.
از فیلم‌های معروف او می‌توان به گویندگی در انیمیشن دیو و دلبر اشاره کرد.